# Orígenes del movimiento valdense
Los orígenes del movimiento valdense, constituyen un verdadero problema histórico, que ha apasionado a los estudiosos y del cual han sido propuestas diversas soluciones.

## Orígenes en la iglesia primitiva
Algunos historiadores consideraron que el origen se remontaba al siglo apostólico; pero agregan luego que tal opinión, que tuvo convencidos partidarios, está hoy generalmente abandonada.
Por otra parte, es oportuno hacer resaltar que los primitivos valdenses, por lo que sabemos, no se jactaron nunca de una directa descendencia apostólica, en el sentido rigurosamente histórico y con preocupaciones de orden genealógico: afirmaron sí, ser los sucesores de los apóstoles por cuanto recogieron la heredad de su pensamiento religioso. Y en verdad, tomado en un sentido puramente ideal, se anudan a los primeros tiempos de los pregoneros del Evangelio, mediante una gloriosa cadena de precursores, puesto que precursores de los Valdenses pueden considerarse todos los espíritus selectos que, en los siglos anteriores, se habían levantado en contra de la corrupción de la fe y de las costumbres, tratando de reconducir a la Iglesia de Cristo a la pureza y simplicidad primitivas.
Se podría por lo tanto considerar que habría una “descendencia” ideal, pero no de sucesión histórica, propiamente dicha.

## Origen en elsigloIX
Otros estudiosos sostuvieron que el origen del movimiento valdense debía buscarse en los tiempos de Claudio, obispo de Turín, quien, en los comienzos del siglo IX predicó contra el culto de las imágenes. Su acción no fue acogida favorablemente por las autoridades eclesiásticas, ni por sus pares.No obstante, no se puede demostrar, un lazo evidente entre el movimiento valdense y la «reforma claudiana», salvo quizás una reacción común a muchos cristianos de la época frente a la Iglesia católica de Roma. Sin duda recuerdos de esta prédica pueden haber ayudado a establecer el movimiento valdense. Estos, como homenaje al ilustre predecesor, fundaron una imprenta y luego una editora, que aún existe, en Turín llamada: «Claudiana», cuyo objetivo era: Far conoscere in Italia i veri princìpi e la pura morale dell'Evangelo, es decir «Dar a conocer en Italia los verdaderos principios y la pura moral del Evangelio»

## Origen en los Cataros o Albigenses
La secta de los “Cátaros” - así llamados del griego “cátaros” que significa “puros” - precedió al movimiento valdense y se había difundido mucho, tanto en Lombardía como en la Francia Meridional, y especialmente en Provenza, donde sus adherentes tomaron el nombre de Albigenses, de la ciudad de Albi, una de sus sedes primitivas; esta secta estaba dominada por la antigua doctrina de los Maniqueos, la que consistía en explicar el origen de las cosas, mediante un doble principio eterno: el espíritu y la materia, el bien y el mal.
La identificación de los valdenses primitivos con los Cátaros, es absolutamente imposible, porque difieren los unos de los otros, neta y profundamente en algunas doctrinas fundamentales: por ejemplo, basta observar que los Valdenses, no profesaron jamás ese dualismo que fue el error característico de los Cátaros. Y los inquisidores mismos de la Iglesia Romana han sabido siempre discernir y hacer resaltar las diferencias esenciales que mediaban entre las creencias cátaras y las valdenses.
¿Cuál será pues la solución del problema? se pregunta Ernesto Comba, y se responde:

La solución es por demás simple: en el movimiento valdense debe verse la fusión de los varios movimientos religiosos de separación de la Iglesia oficial y de retorno a la verdad evangélica primitiva: movimientos de valor y de potencia desiguales, cuyos adherentes se llamaron respectivamente Petrobrusianos, de Pedro de Bruys, Enricianos, de Enrique de Cluny, Arnaldistas, de Arnaldo de Brescia, Pobres de Lyon y después Valdenses, de Pedro Valdo, de Lyon. Esta última fue la corriente más importante, que terminó por recoger en sí las tres precedentes, como veremos más adelante; por el momento, urge establecer bien que, como la gran Reforma en el siglo XII, no fue obra de un solo hombre: fue un fenómeno espontáneo, colectivo y netamente popular, un despertar de conciencias cristianas, anhelantes de volver al ideal evangélico. Ciertamente, las corrientes religiosas antes mencionadas, recibieron su poderoso impulso de otras tantas poderosas personalidades, de las cuales vamos a bosquejar las principales características; pero, en las protestas de estos grandes intérpretes de las aspiraciones religiosos populares, tan distintos, sin embargo, entre sí, brillaba una misma luz, resonaba una misma voz, palpitaba y se estremecía una misma alma.
 Ernesto Comba. Historia de los Valdenses.

## Pedro de Bruys y Enrique de Cluny
Pedro de Bruys, nacido en la aldea de Bruis, cerca de Gap (Delfinado), había abrazado la carrera eclesiástica; pero dejó su parroquia alpestre, recorriendo, durante más de veinte años el Mediodía de Francia, predicando contra la superstición y destruyendo las imágenes y todo objeto, que según su pensamiento, inducía a un culto idolátrico.
Tuvo un número importante de seguidores, especialmente en Tolosa, pero también sus enemigos eran numerosos y acechaban la ocasión propicia para atrapar al odiado iconoclasta. Esta ocasión se presentó el día, en que arengando a la multitud en San Giles, en las cercanías de Nimes, encendió en la plaza pública una hoguera con las cruces, sacadas de la basílica. Los monjes eran poderosos en San Giles y no les fue difícil azuzar a sus fieles que, furibundos, se apoderaron del predicador y lo echaron a la hoguera que él había levantado. Así pereció, en el año 1140.
Enrique de Cluny, llamado también Enrique de Lausana o por otros, Enrique el Italiano, siguió los pasos de Pedro de Bruys. Monje de la abadía de Cluny, Enrique predicó con singular elocuencia primeramente en Le Mans (Dep. de Sarthe) y luego en la Francia Meridional, atacando con ardor, en medio del entusiasmo de las multitudes, la simonía, la hipocresía y la lujuria del clero. Detenido la primera vez en 1135 y puesto por algún tiempo bajo la vigilancia de Bernardo de Claraval, no bien hubo reconquistado su libertad, volvió a pregonar con tanto ardor, la reforma de las costumbres, que la población entera de Tolosa no tardó en ponerse de su parte. Finalmente, una delegación apostólica, enviada por el papa Eugenio III en 1147, logró arrestar nuevamente al peligroso innovador, quien, después de tres años, murió en la cárcel.
La predicación de Pedro de Bruys y de Enrique de Cluny tenían en común: el repudio del culto a los santos, el sufragio por los muertos, y toda la jerarquía eclesiástica en conjunto; no querían ni templo, ni ceremonias, ni la cruz, pero sí, el retorno al tipo apostólico primitivo.
Sus secuaces fueron numerosos; algunos terminaron por ser absorbidos por los Cátaros, pero la mayor parte debían unirse, más tarde, a los Pobres de Lyon, ya sea en su propio país donde vieron arribar esos prófugos, ya sea en la parte alta de los Alpes, a donde la persecución los obligaba a buscar refugio.

## Arnaldo de Brescia. (1100-1135)
Arnaldo nació hacia 1100 en la ciudad de Brescia. Dotado de inteligencia vivaz, de elocuencia original y avasalladora, de carácter resuelto e independiente, por naturaleza estaba llamado a ocuparse de cuestiones prácticas, más bien que especulativas. Se dedicó al sacerdocio y fue un ferviente discípulo de Abelardo de Nantes; quien censuraba abiertamente el lujo de los prelados y la relajación de los monjes, y a sugerir a los laicos la idea de confesarse entre ellos, en vez de recurrir a la absolución de los sacerdotes. En efecto, estos, siempre ávidos de bienes terrenos y simoníacos, eran indignos de administrar los sacramentos y en su mundanalidad estaba, según Arnaldo, la causa principal de la decadencia de la Iglesia. Abelardo buscaba reformar, no tanto el dogma, sino la disciplina del clero, amonestando que urgía imitar la simplicidad austera de los primeros cristianos.
Denunciado por el obispo y por los abades de Brescia, al Concilio lateranense de 1139, Arnaldo fue condenado, por cismático, al destierro. Se trasladó primeramente a Francia, junto al maestro Abelardo, hasta que éste se sometió a la condena de la Iglesia, retirándose a la abadía de Cluny. Pero el altivo bresciano, no siguió su ejemplo, y, antes que plegarse, prefirió abandonar a Francia, perseguido por Bernardo de Claraval; aún en Zúrich, donde se había refugiado, lo alcanzó el odio del implacable abad, al punto que tuvo que buscar protección cerca de un cardenal italiano, en Alemania. Pasados pocos años, Arnaldo vuelve a su patria, a Viterbo, reconciliándose con el papa Eugenio III, al que prometió volverse juicioso y hacer la penitencia, visitando con ayunos y plegarias, los lugares santos de Roma.
En Roma, (1145) Arnaldo encontró mucha agitación: los romanos se habían insurreccionado, reivindicando para su Comuna, la independencia absoluta del gobierno pontificio. Por algún tiempo Arnaldo permaneció apartado, más luego no pudo contenerse, e indignado por lo que consideraba la vida mundana de los cardenales, comenzó a predicar con su acostumbrado ímpetu arrebatador, negando que se debiese obediencia y menos aún reverencia a los cardenales, y al papa mismo, porque: "... éstos habían abandonado abiertamente la vida y la doctrina de los apóstoles, transformando la Iglesia en casa de mercaderes y en cueva de ladrones ...".
Excomulgado por Eugenio III en 1148, Arnaldo no se movió de Roma y continuó protestando contra la confusión de las cosas temporales con las espirituales, llamando sucesor de San Pedro sólo al que pudiera decir con el apóstol: “¡No tengo oro ni plata”! En verdad, el fundamento de su protesta está todo en el célebre dicho de Cristo: “A César lo que es del César y a Dios lo que es de Dios”. Los revolucionarios romanos, entre tanto, se obstinaban en la ilusión de poseer la sede imperial y ofrecían la corona al rey de Alemania.
Pero la situación debía cambiar rápidamente, con la elección para pontífice, del intransigente y duro Adriano IV, el único inglés que haya sido papa. Este supo dar el golpe de gracia a la revolución: al aproximarse la Pascua del año 1155, lanzó el entredicho sobre Roma. Era, en aquellos tiempos, una medida gravísima; ningún papa la había descargado jamás sobre su ciudad. El pueblo, temeroso y amedrentado, se sublevó obligando al Senado revolucionario a capitular. El airado pontífice, que esperaba, impuso una sola condición: el destierro inmediato de Arnaldo y sus adherentes. Y Arnaldo huyó, pero el emperador Federico Barbarroja, que de Lombardía bajaba rápidamente hacia Roma, consiguió atraparlo, y, para congraciarse con Adriano IV, lo remitió al prefecto pontificio de Civita Castellana, donde precisamente el papa había llegado para saludar a Barbarroja.
Caer en las manos de Adriano, equivalía al suplicio inevitable. El martirio tuvo lugar, probablemente, en el mes de junio, en Civita Castellana [3]. Arnaldo afrontó intrépido la muerte; cuando ya le habían puesto el lazo al cuello, se le preguntó si quería retractarse de sus doctrinas y confesar sus culpas; respondió: “La doctrina que he predicado es de salud y estoy pronto a sellarla con mi sangre; pido tan sólo, corno gracia, algunos instantes para confesar mis culpas a Cristo”. Y entonces, arrodillado, sin palabras, invocó mentalmente a Dios, recomendándole su alma. Después de esto, fue ahorcado y quemado, y sus cenizas arrojadas al Tíber.
Su reforma revistió, pues, un triple carácter: político, religioso y cismático. Sus grandes aspiraciones civiles, en efecto, se anudan al despertar de las ciudades libres de Lombardía y a los recuerdos de la antigua república romana; pero hemos visto como, al mismo tiempo, su protesta atacó una ley fundamental del culto y de la disciplina, negando el valor de los sacramentos administrados por un clero al que juzgaba indigno y moralmente decaído. Por consiguiente, si Arnaldo fue, como bien lo dice el cardenal Baronio, “patriarca y príncipe de los herejes políticos” tuvo también una progenie peligrosa, porque la secta por él fundada, llamada de los Lombardos, se separó de la Iglesia, y terminó por unirse con otras, contribuyendo también ella a formar el movimiento valdense.
Falta ahora hablar de aquel que determinó la cuarta y más importante corriente religiosa, destinada a acoger y a refundir en sí, las tres precedentes: Pedro Valdo.

## Los Pobres de Lyon
Los llamados Pobres se originaron, en Lyon, sur de Francia, como consecuencia de la predicación de Pedro Valdo, a partir de su conversión, ocurrida en la primavera de 1173.
De casa en casa Pedro Valdo iba diariamente leyendo y explicando el Evangelio, que había hecho traducir en lengua vulgar, esparciendo palabras de humildad y de simplicidad, con el gesto amplio y confiado del sembrador. Los oyentes se volvían pronto secuaces, y, estos se multiplicaban rápidamente. Se reunían en cualquier lugar, en las calles como en las casas. Como Pedro Valdo, se habían despojado de sus bienes a beneficio de los menesterosos y, exentos de toda preocupación por el futuro, nutrían la esperanza, no sólo de salvar su alma, sino de hacer obra saludable para la cristiandad, volviendo la fe a la pureza de sus orígenes.
En Lyon comenzaron a llamarlos los "Pobres de Cristo" y fácilmente se comprende cómo, apenas se extendieron fuera de la ciudad, fuesen designados con el nombre de "Pobres de Lyon".
Ya en 1176 las actividades de Valdo y sus secuaces comenzaron a molestar al arzobispo, quien los hizo citar y los amonesto para que abandonen de sus predicaciones amenazándolos con la excomunión. Sin embargo, Valdo y sus seguidores respondieron que firmeza que tenían obligación imperiosa de anunciar el Evangelio, según la orden de Jesucristo. En vista de la actitud resuelta asumida por "Los Pobres" y no encontrando ningún argumento persuasivo para reducirlos a la obediencia, vale decir al silencio, el arzobispo terminó por desterrarlos sin más, de la ciudad. Pero, expulsados de Lyon, Valdo y sus secuaces apelaron a Roma.
Cerca de tres años más tarde, una diputación, compuesta quizá de Valdo en persona y por su fiel y muy estimado discípulo Vivet, comparece ante el III Concilio de Letrán, que el sucesor de Adriano IV, Alejandro III, había convocado para el primer domingo de Cuaresma de 1179.
Esta delegación fue recibida, primeramente, en audiencia particular por el pontífice, quien la trató con afabilidad, concediéndole muy gustoso, y con el abrazo ritual, la solicitada aprobación del voto de pobreza. Pedro Valdo, que parece tenía algunos protectores, entre otros un cardenal de Apulias, no se contentaba con esta sanción del voto de pobreza, sino que invocaba el derecho de la libre predicación para sí y para sus secuaces.
El asunto fue entonces sometido al Concilio. El fraile inglés Gualterio Map, encargado de interrogar a la diputación, habla en sus memorias con todo el desprecio de que era capaz su mente escolástica, y tratando de hacerlos aparecer bajo un aspecto ridículo.
No los llama Pobres de Lyon, sino con otro nombre que, lo mismo que el anterior, no había sido elegido por ellos, pero que comenzaba a hacerse común: Valdenses, "llamados así por el nombre de su jefe, Valdo".
Vale la pena citar en parte, la relación de aquel fraile:

Estos presentaron al papa un libro en idioma gálico, que contenía el texto y comentario del Salterio y de varios escritos del Antiguo y Nuevo Testamento. Insistían mucho para que les fuese confirmada la licencia de predicar, de la que se creían capaces... Yo, aunque el más inferior entre los allí congregados, veía mal de mi grado, que se discutiese así en serio dándole importancia a su pedido y me burlaba de ellos. Invitado por un obispo, que había recibido del papa el encargo de oír las confesiones, lancé mi flecha; presentes no pocos sabios teólogos, versados en el derecho canónico, me fueron traídos dos valdenses, reputados como los principales de su secta, para discutir conmigo acerca de la fe... Un obispo me hizo señal de comenzar el interrogatorio. Di principio entonces con algunas preguntas muy simples, que a nadie le es lícito ignorar, pues bien sabía que el asno acostumbrado al cardo, no desdeña la lechuga.

-¿Creéis en Dios Padre?

-Creemos.

¿Y en el Hijo?

-Creemos.

-¿Y en el Espíritu Santo?

-Creemos.

-¿Y en la madre de Cristo?

-Creemos.

A este punto la asamblea prorrumpió en una carcajada general y todos les hacían burla.
Relato de Gualterio Map, fraile inglés.

Los dos "pobres" cayeron pues en la trampa escolástica y fueron, sin más, despedidos. Para comprender la razón de esa viva hilaridad de aquellos prelados es necesario saber que, según la terminología escolástica, la expresión "creer en" podía aplicarse tan sólo a las personas de la Trinidad, no a las demás criaturas.
"Se retiraron confusos y se lo merecían", agrega el monje inglés en su relato; y prosigue, aludiendo a los valdenses, con algunas líneas muy interesantes y en las que mal se encubre cierta preocupación:

No tienen sede fija; llevan vida errante, caminando de a dos, descalzos, con una túnica de lana. Nada poseen personalmente, pero todo les es común, siguiendo desnudos a un Cristo desnudo, como los apóstoles. No podrían comenzar con más humildad, porque no pueden entrar; pero si los admitiéramos, nos echarían afuera
 Informe de Gualterio Map

Este fraile tenía una intuición que no lo engañaba: en el voto de Valdo veía brotar un principio peligroso para la jerarquía, incompatible con el clericalismo; y lo veía, quizás, mejor que el mismo Valdo, en aquel momento. Fue por eso severísimo y persuadió a los otros examinadores a rechazar la petición de los Pobres de Lyon, prohibiéndoles en absoluto predicar sin permiso de la autoridad eclesiástica de cada localidad.

## Separación de la Iglesia romana
A su vuelta en Francia, la delegación de los "Pobres de Lyon" - o "Valdenses", como ya se empezaba a llamarlos, se dio cuenta de que no habrían podido adaptarse por mucho tiempo a la imposición del Concilio.
Valdo pidió formalmente al nuevo arzobispo de Lyon, Jean des Bellesmains, según la disposición del Concilio, la autorización para predicar; la respuesta fue una negativa categórica.
Bellesmains rápidamente responde a las quejas contra Valdo, y los expulsa en 1183, rompiendo radicalmente con la política de su predecesor Guichard de Pontigny, que había tratado a los "Pobre de Lyon " como respetables evangelistas, como un legítimo apoyo a la reforma general de la Iglesia
.
Ante la respuesta de Bellesmains, castigado con la amenaza del anatema, Pedro Valdo en lugar de abatirse, se levantó "como león que despierta del sueño" (Crónica de los "Pobres de Lombardía", carta de 1368) y dio al arzobispo la respuesta del apóstol, su homónimo: "Es menester obedecer a Dios antes que a los hombres" (Hechos de los Apóstoles, Cap. V, 29).
Con esa respuesta Valdo se reveló, según el historiador, un verdadero reformador. Su voto de obediencia, implícito en el de pobreza, transformábase en el principio de obediencia a la soberana autoridad divina, que fue en todo tiempo, la piedra angular de toda reforma religiosa.

## La dispersión
La naciente comunidad de los Pobres de Cristo o los Pobres de Lyon fue considerada desde aquel momento fue considerada, por la Iglesia de Roma, en total rebeldía, al punto que, después de haberse atraído los rayos del arzobispo de Lyon, fue solemnemente condenada por el Concilio de Verona (1183). Esta primera excomunión mayor, del papa Lucio III, se recuerda porque marca la separación definitiva de los Valdenses de la Iglesia Católica de Roma y el comienzo de su dispersión por toda Europa.
Antes del 1183, los Pobres de Lyon ya habían comenzado a esparcirse por diversas regiones de la Europa Central, sin embargo la emigración en masa tuvo lugar cuando fueron heridos por la excomunión.
Iniciaron con su expansión en el Delfinado y Provenza, donde su fusión con los secuaces que habían dejado Pedro de Bruys y Enrique de Cluny, se efectuó sin dificultad alguna. La presencia de los recién venidos se manifiesta aquí por las frecuentes controversias públicas que tenían lugar entre los campeones del romanismo y los representantes de los disidentes.
A continuación pasaron a establecerse y crecer en número, en los países más lejanos, donde los Cátaros les habían abierto las puertas: en Alsacia, en Lorena (especialmente en Metz), en Suiza, en Alemania, en España, además de Italia, donde, se unieron con los Arnaldistas y los Humillados.

## Las polémicas públicas
Con una cierta frecuencia se mantenían discusiones públicas entre representantes de la Iglesia romana y los Pobres de Lyon, por ejemplo, en la discusión de Narbona, vemos al árbitro eclesiástico Raimundo, condenando a los "Vallenses"

que justificaban y defendían su derecho de obedecer a Dios antes que a los hombres predicando. Él no los confunde con los Albigenses. ¿Quiénes podían ser, sino los Pobres de Lyon? Dice en sus memorias. Son llamados "Valdenses o Insabattati, y también Pobres de Lyon" en el edicto que pocos años después, en 1192, fue lanzado contra ellos por Alfonso II, rey de Aragón y marqués de Provenza.
Otras polémicas públicas tuvieron lugar en 1206, en Monreal y Pamiers. Esta última, en el castillo del conde de Foix, fue muy importante y agitada; de ella proviene la separación de un núcleo de Pobres de Lyon, obra del excura Durando de Huesca, el cual pensó constituir, con la aprobación del papa, la orden de los "Pobres Católicos". Veremos producirse por ese tiempo, una escisión semejante entre los Pobres de Lombardía. Pero estas órdenes se extinguieron pronto, inadvertidas; y, por lo que se refiere a la escisión producida entre los Pobres de Lyon, puede decirse que fue una saludable depuración, porque con los Pobres Católicos se fueron diversos elementos más bien clericales, malsanos y perjudiciales para el desarrollo espiritual de la comunidad.
Todas estas controversias y los edictos del rey Alfonso no bastaron para contener, y menos vencer, el gran movimiento religioso que se desbordaba en Provenza. Fue necesario la terrible cruzada predicada en 1208, de la que el papa Inocencio III fue el alma, Santo Domingo el apóstol y Simón de Monfort el sanguinario ejecutor. Provenza fue entonces sometida a sangre y fuego, y las víctimas se contaron por decenas de millares.

## Los Pobres de Lombardía
En Lombardía, y especialmente en Milán, las disidencias contra la Iglesia romana eran numerosas; las dos principales, y que tienen mayor afinidad con los Pobres de Lyon son los Arnaldistas y los Humillados.
Había también el partido de los Patarinos, así llamados de un barrio de Milán conocido por la "Pattaria" (cambalache). Se remontaba al siglo X y había surgido para combatir al alto clero con el fin de reformarlo. Los Cátaros fácilmente se unieron a los Patarinos, y de tal modo parecieron aliados que muchas veces eran llamados Catarini.
Los Arnaldistas, discípulos de Arnaldo de Brescia, llamados también "los Lombardos". Eran quizás, entre todos los disidentes, los que acentuaban mayormente su independencia de la Iglesia romana, firmes en este principio: que tan sólo quien lleva vida conforme a la de los apóstoles, puede apacentar las almas y administrar los Sacramentos".
Los Humillados formaban una cofradía de nobles lombardos, quienes, durante su cautiverio en Alemania, a principio del siglo XII, habían hecho voto de asociarse al volver a la patria, viviendo con humildad y en la pobreza; trabajaban como tejedores de lana e iban vestidos con túnicas blancas o grises. La orden estaba compuesta primeramente de laicos, pero acogió más tarde sacerdotes; estos últimos terminaron por someterse al papa, el que prohibió categóricamente a los laicos celebrar reuniones y predicar en público. La prohibición papal no tuvo otro efecto que separarlos definitivamente de la Iglesia y empujarlos a la fusión con los Arnaldistas.
La afinidad de estos elementos lombardos con los Pobres de Lyon era, pues, grandísima; posiblemente Valdo mismo los visitó durante su viaje a Roma; de cualquier modo, cuando, hacia 1175, los Pobres de Lyon comenzaron a bajar a Lombardía, debieron fácilmente entenderse con los Humillados, tanto que en 1183 el Concilio de Verona identificaba los unos con los otros, condenando a "los Humillados o Pobres de Lyon".
Después de esta excomunión, que ya sabemos como apuró la dispersión de los secuaces de Valdo, los prófugos arribaron en gran número a Milán, y entonces la comunidad, en su conjunto, tomó el nombre de Pobres de Lombardía, dejando caer en desuso los otros nombres, especialmente el de Arnaldistas.
Nótese que los adherentes a estos movimientos evangélicos eran contrarios a toda denominación personal, excepto la que deriva del nombre de Cristo. Por esto duró mucho tiempo, por voluntad de Valdo y de ellos, el nombre de Pobres; el de Valdenses, que prevaleció después, fue acuñado y divulgado por sus adversarios.